# Токайдо
Токайдо (яп. 東海道 То:кайдо:) — первоначально старый японский географический регион, который был расположен вдоль юго-восточного края Хонсю. Токайдо буквально означает «Восточный Морской Путь».
Термин также относится к ряду дорог, которые соединили столицы (яп. 国府 кокуфу) каждой из провинций, которые составляли регион.
Регион содержал следующие области:
- Ига　伊賀国
- Исэ　伊勢国
- Сима　志摩国
- Овари　尾張国
- Микава　三河国
- Тотоми　遠江国 (букв. «Дальнее озеро»; имеется в виду Хамана)
- Суруга　駿河国
- Идзу　伊豆国
- Каи　甲斐国
- Сагами　相模国
- Ава　安房国
- Мусаси　武蔵国
- Кадзуса　上総国 (букв. «Верхняя Фуса», часть древней области Фуса)
- Симоса　下総国 (букв. «Нижняя Фуса», часть древней области Фуса)
- Хитати　常陸国 («хи-тати» означает буквально «солнце встает», то есть «восток», но название области записывается как «хита-ти», иероглифами, которые означают «всегда» и «земля»)

В период Эдо дорога Токайдо была, очевидно, самой важной в Японии. В ранний период Мэйдзи восточный маршрут этой области был выбран для того, чтобы натянуть телеграфные линии, которые соединили старую столицу Киото с новой «восточной столицей» в Токио.